# Île Cors
L'île Cors est une île de l'État de Washington aux États-Unis appartenant administrativement à Camp Murray.

## Description
Elle s'étend sur environ 120 m de longueur pour une largeur d'un cinquantaine de mètres. La forte végétation qui la recouvre et sa proximité de la côte donne l'impression d'une péninsule. 